# 부레크
부레크(알제리 아랍어: بوراك)는 알제리의 튀긴 페이스트리이다. 라마단 기간에 빠지지 않는 음식이기도 하다. 이웃한 튀니지에서는 비슷한 음식이 "브리크"라 불린다.

## 이름
알제리 아랍어 "부레크(بوراك)"의 어원은 오스만어 "뵈레크(بورك)"이다.

## 만들기
디울이나 와르까라 불리는 얇은 페이스트리 반대기에 다진 고기와 양파, 파슬리, 달걀 등을 볶아 만든 소를 넣고 춘권처럼 말아 기름에 튀긴다. 그 외에 들어가는 재료로 다진 양파와 파슬리, 치즈, 케이퍼 등이 있다. 소는 라스 엘하누트 등 향신료로 간을 하기도 한다.

## 같이 보기
- 뵈레크
- 브리크
- 소를 넣은 음식 목록